# Missouri City (Misuri)
Missouri City es una ciudad ubicada en el condado de Clay en el estado estadounidense de Misuri. En el Censo de 2010 tenía una población de 267 habitantes y una densidad poblacional de 90,83 personas por km².

## Geografía
Missouri City se encuentra ubicada en las coordenadas 39°14′21″N 94°18′5″O / 39.23917, -94.30139. Según la Oficina del Censo de los Estados Unidos, Missouri City tiene una superficie total de 2.94 km², de la cual 2.61 km² corresponden a tierra firme y (11.1%) 0.33 km² es agua.

## Demografía
Según el censo de 2010, había 267 personas residiendo en Missouri City. La densidad de población era de 90,83 hab./km². De los 267 habitantes, Missouri City estaba compuesto por el 89.89% blancos, el 4.12% eran afroamericanos, el 0.75% eran amerindios, el 0.37% eran asiáticos, el 0% eran isleños del Pacífico, el 0% eran de otras razas y el 4.87% pertenecían a dos o más razas. Del total de la población el 2.25% eran hispanos o latinos de cualquier raza.